# Kwas stearynowy
Kwas stearynowy (gr. stear – łój, tłuszcz), C17H35COOH – organiczny związek chemiczny, jeden z nasyconych kwasów tłuszczowych, składnik stearyny. 
Kwas stearynowy występuje w postaci estru z gliceryną w tłuszczach zwierzęcych, a także w mniejszym stopniu w roślinnych (np. łój wołowy składa się w 24% z kwasu stearynowego). Otrzymuje się go w wyniku hydrolizy tłuszczów zwierzęcych w wysokiej temperaturze i pod zwiększonym ciśnieniem. Jest używany do produkcji świec, kredek świecowych, mydeł, kosmetyków, leków oraz do zmiękczania gumy.